# بندر شانگهای

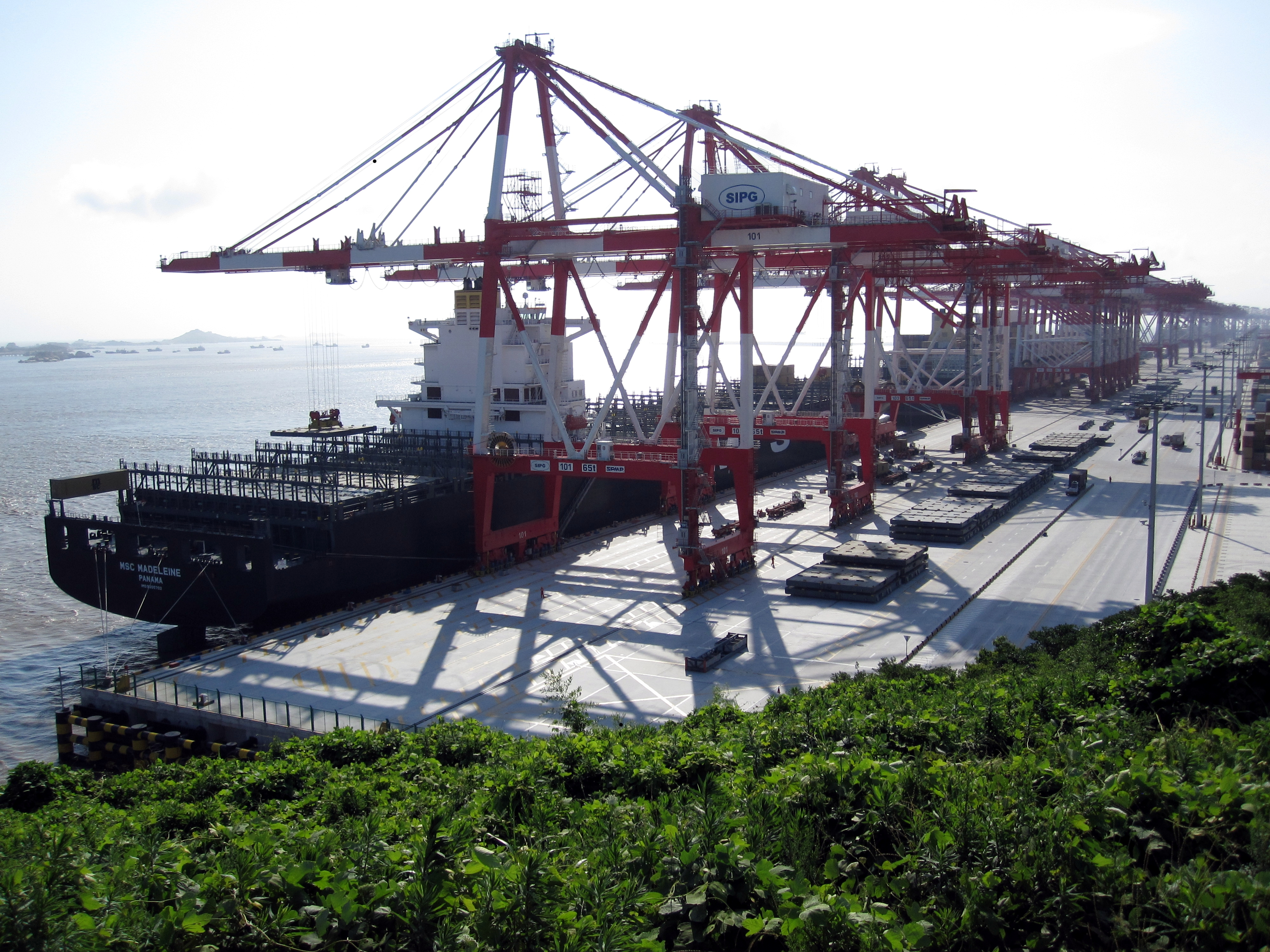
شانگهای شلوغ ترین بندر کانتینری جهان است.

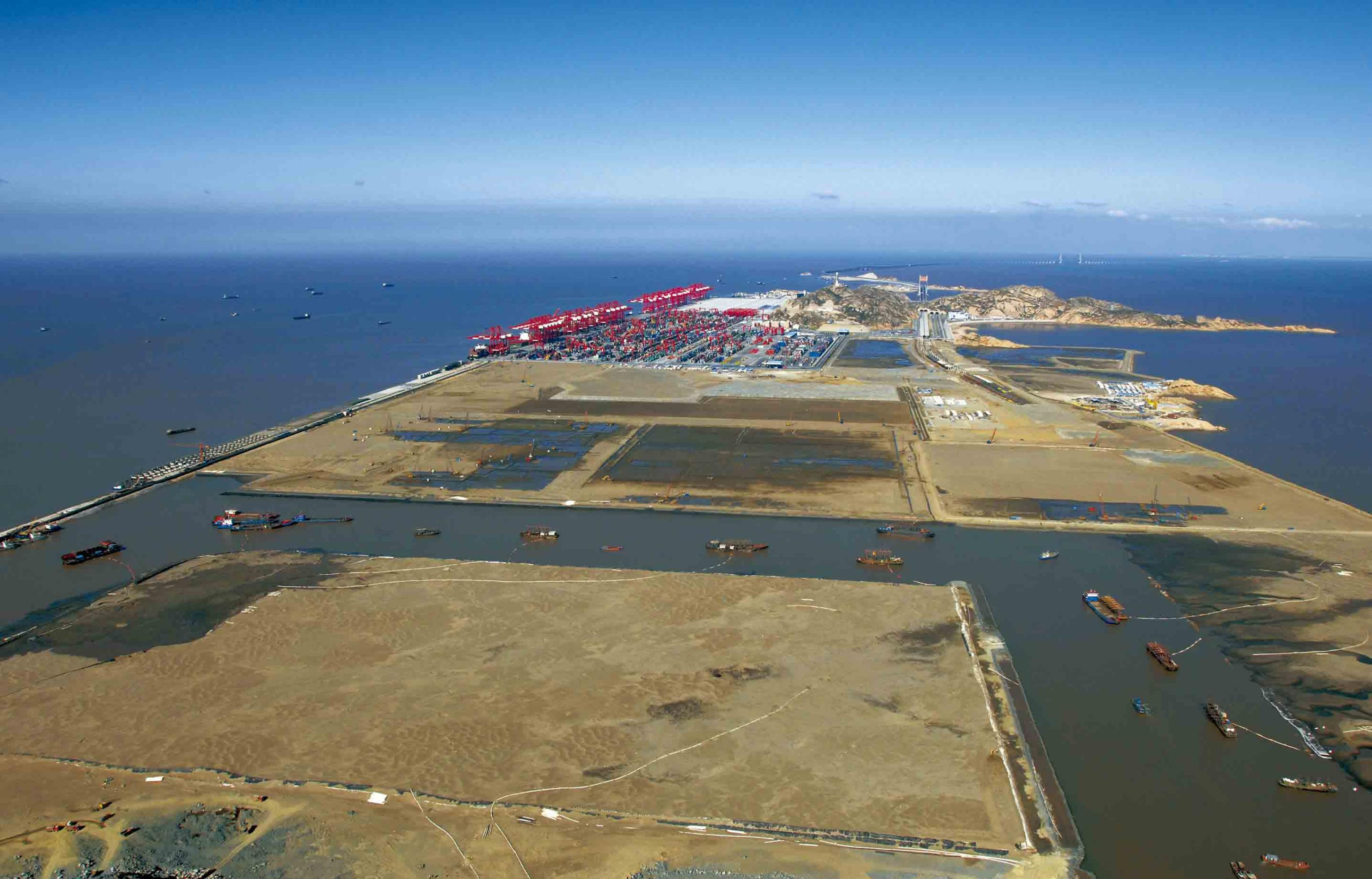
بندر آب عمیق یانگشان در حال ساخت

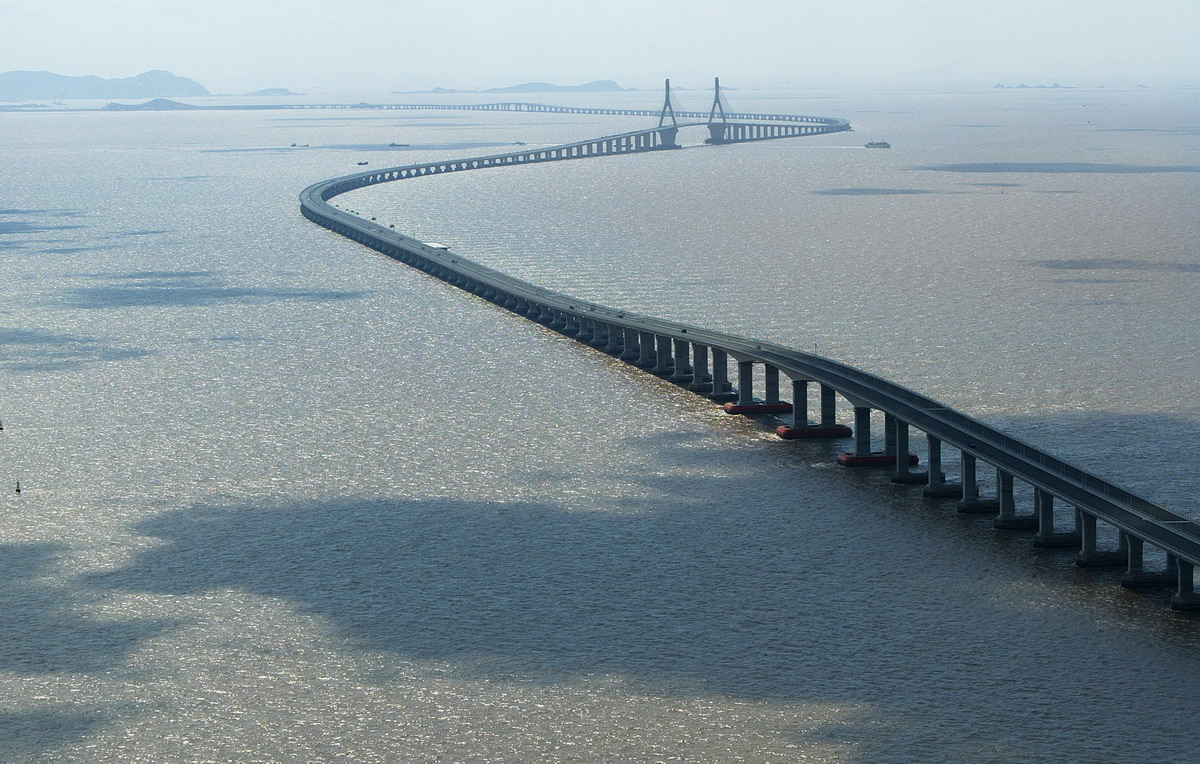
پل دنگهای

بندر شانگهای (چینی: 上海港; پین‌یین: Shànghǎi Gǎng) در مجاورت شانگهای واقع شده است و شامل یک بندر دریایی عمیق و یک بندر رودخانه‌ای است.
بندر شانگهای در سال ۱۹۹۴ میلادی ظرفیت سالانه خود را به بیش از یک میلیون TEU رساند و با رشد و توسعه تدریجی، در سال ۲۰۱۰، بندر شانگهای از بندر سنگاپور پیشی گرفت و به شلوغ ترین بندر کانتینری جهان تبدیل شد. همچنین ظرفیت جابه‌جایی کانتینر بندر شانگهای در تاریخ ۲۲ دسامبر ۲۰۲۴ از مرز ۵۰ میلیون TEU گذشت و برای چهاردهمین سال متوالی در بین بنادر جهان رتبه اول را کسب کرد.

## جغرافیا
بندر شانگهای از شرق رو به دریای چین شرقی و از جنوب رو به خلیج هانگژو است. این بندر در محل تلاقی رودخانه یانگ تسه، رودخانه هوانگپو (که وارد رودخانه یانگ تسه می شود) و رودخانه کیانتانگ است.

## لنگرگاه ها
بندر شانگهای شامل سه منطقه فعال اصلی است:
- بندر آب عمیق یانگشان
- رودخانه هوانگپو
- رودخانه یانگ تسه